# Andouillé
Andouillé là một xã thuộc tỉnh Mayenne trong vùng Pays de la Loire tây bắc nước Pháp. Xã này nằm ở khu vực có độ cao trung bình 110 mét trên mực nước biển. It kết nghĩa với the Nottinghamshire village of Farnsfield.